# ستيفن لينهارت
ستيفن لينهارت (بالإنجليزية: Steven Lenhart)‏ (28 أغسطس 1986 بجاكسونفيل في الولايات المتحدة - ) هو لاعب كرة قدم أمريكي في مركز الهجوم. لعب مع سان خوسيه إيرثكويكس وكولومبوس كرو وSouthern California Eagles ‏.

## وصلات خارجية
- ستيفن لينهارت على موقع الدوري الأمريكي (الإنجليزية)
- ستيفن لينهارت على موقع قاعدة بيانات كرة القدم.إي يو (الإنجليزية)
- ستيفن لينهارت على موقع Soccerway.com (الإنجليزية)
- ستيفن لينهارت على موقع عالم كرة القدم.نت (الإنجليزية)
- ستيفن لينهارت على موقع AS.com (الإسبانية)